# Daniel Kofi Agyei
Daniel Kofi Agyei, född 1 januari 1992 i Accra, är en ghanansk fotbollsspelare.

## Karriär
Daniel Kofi Agyei gjorde debut i Serie A för ACF Fiorentina den 16 maj 2010 i en match mot AS Bari när han blev inbytt i den 48:e minuten istället för Marco Donadel.
Den 2 september 2020 förlängde Agyei sitt kontrakt i Carrarese med ett år. Efter fyra säsonger med Carrarese i Serie C, värvades Agyei i oktober 2021 av Serie D-klubben Casale. Till säsongen 2022/2023 gick han till Serie D-klubben Ghiviborgo.